# Arctodium mahdii
Arctodium mahdii is een keversoort uit de familie Glaphyridae. De wetenschappelijke naam van de soort is voor het eerst geldig gepubliceerd in 2006 door Hawkins.